# Červený Újezd (Hrobčice)
Červený Újezd je vesnice, část obce Hrobčice v okrese Teplice. Nachází se asi 5,5 km na jihovýchod od Hrobčic. Červený Újezd leží v katastrálním území Červený Újezd u Mukova o rozloze 2,9 km².

## Historie
První písemná zmínka o vesnici pochází z roku 1549.

## Obyvatelstvo
Při sčítání lidu v roce 1921 zde žilo 204 obyvatel (z toho 98 mužů), z nichž bylo šest Čechoslováků a 198 Němců. Až na jednoho evangelíka se hlásili k římskokatolické církvi. Podle sčítání lidu z roku 1930 měla vesnice 226 obyvatel: dvanáct Čechoslováků, 212 Němců a dva cizince. Kromě dvou evangelíků byli římskými katolíky.
|           | 1869 | 1880 | 1890 | 1900 | 1910 | 1921 | 1930 | 1950 | 1961 | 1970 | 1980 | 1991 | 2001 | 2011 | 2021 |
| --------- | ---- | ---- | ---- | ---- | ---- | ---- | ---- | ---- | ---- | ---- | ---- | ---- | ---- | ---- | ---- |
| Obyvatelé | 271  | 256  | 226  | 221  | 228  | 204  | 226  | 130  | 100  | 63   | 54   | 57   | 57   | 87   | 78   |
| Domy      | 50   | 51   | 52   | 55   | 54   | 54   | 58   | 49   | 29   | 25   | 21   | 22   | 35   | 44   | 40   |

## Obecní správa
Při sčítání lidu v letech 1869–1910 Červený Újezd byl osadou obce Měrunice, se kterým patřil nejprve do okresu Teplice, ale v letech 1900–1910 v okrese Duchcov. V letech 1921–1950 byl samostatnou obcí, se kterým patřil nejprve do okresu Duchcov, ale v roce 1950 v okrese Bílina. V letech 1961–1980 byl částí obce Mukov v okrese Teplice. Od 1. července 1980 je částí obce Hrobčice v okrese Teplice.

## Galerie

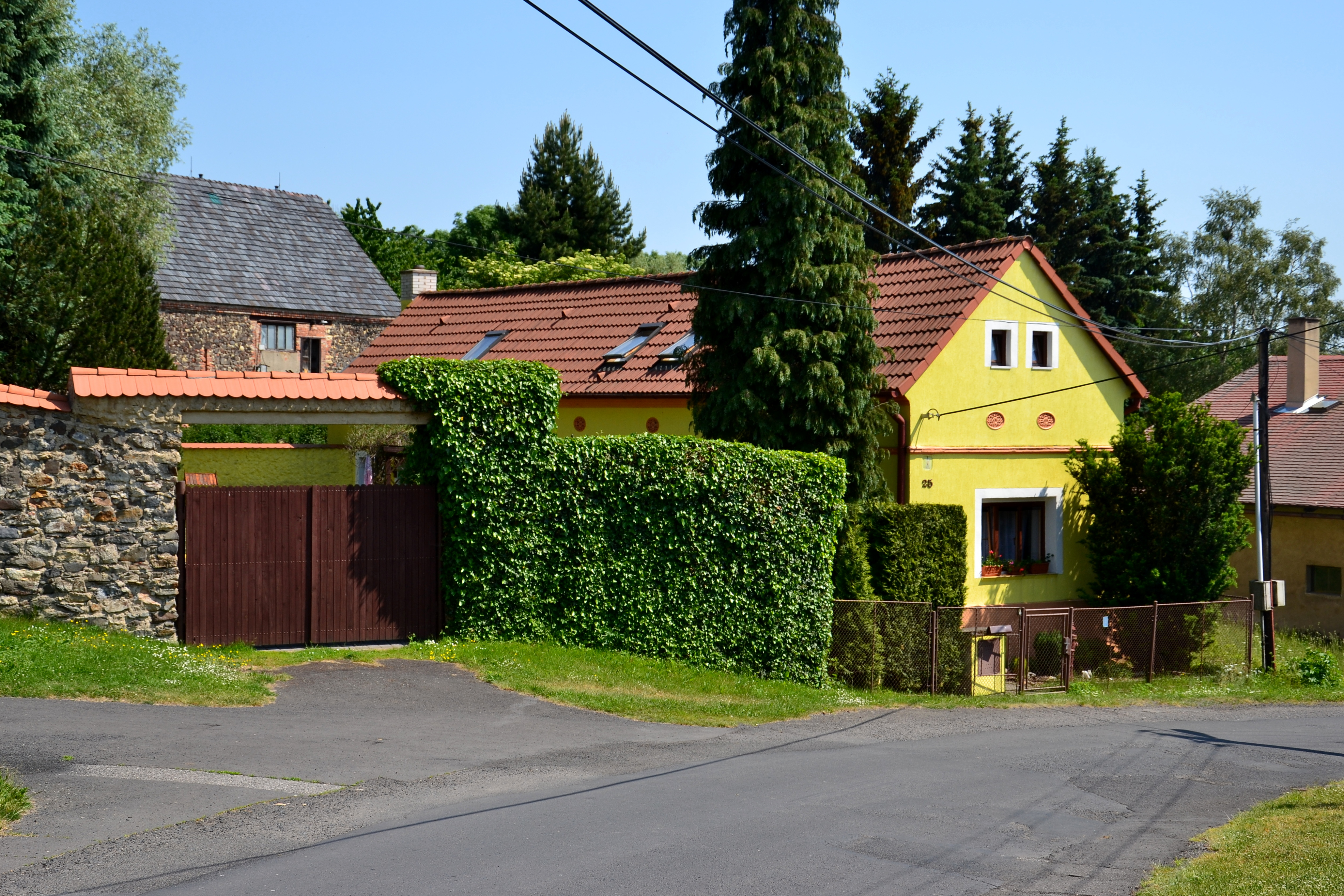
Střední část vesnice
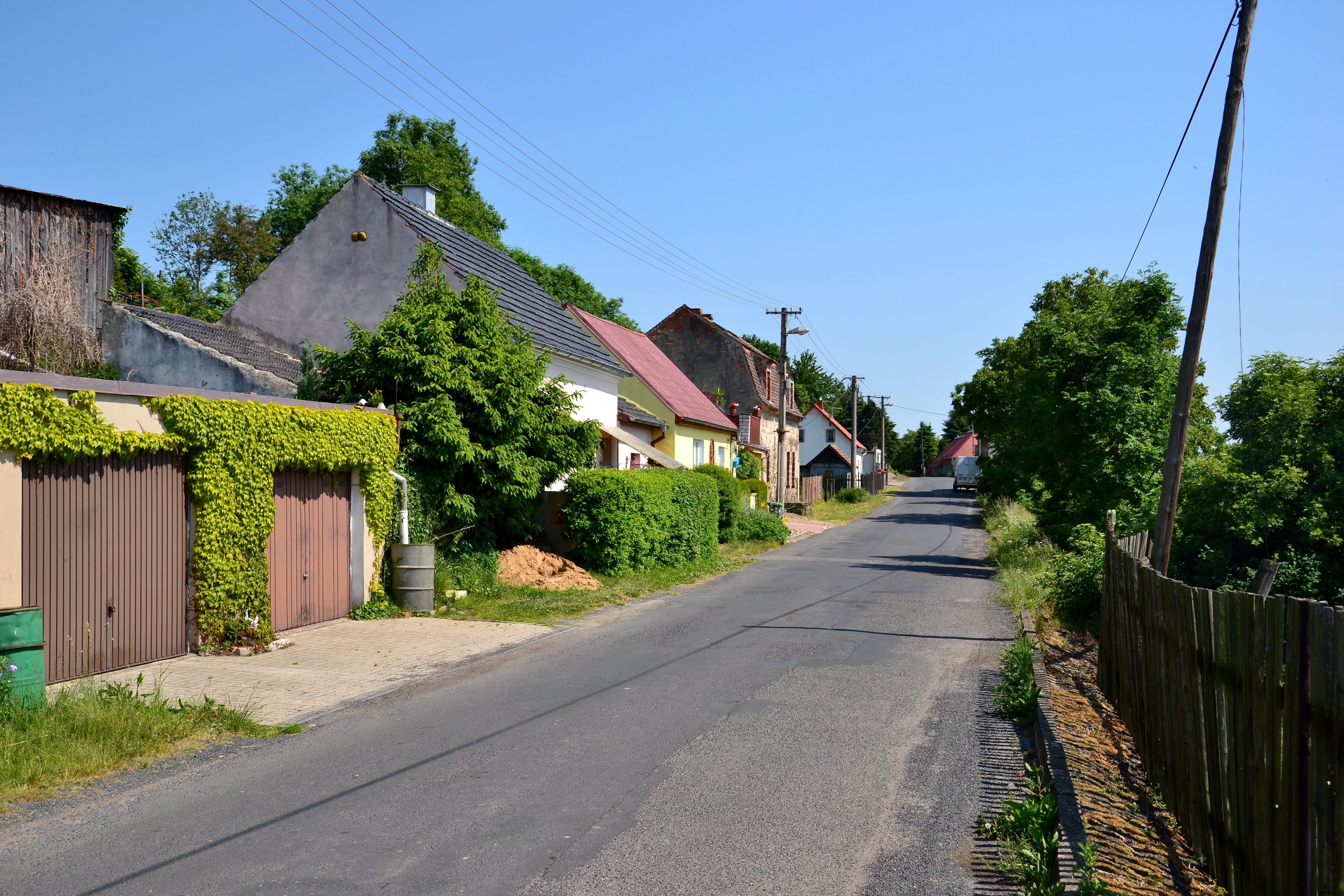
Domy u silnice do Mukova